# Stenelmis aria
Stenelmis aria is een keversoort uit de familie beekkevers (Elmidae). De wetenschappelijke naam van de soort werd in 1961 gepubliceerd door Janssens.